# Cătălin Cursaru
Cătălin Marcel Cursaru (n. 29 martie 1978, Ploiești) este un fost fotbalist român, care a jucat pe postul de atacant. În prezent îndeplinește funcția de observator FRF. A fost golgeterul Diviziei A 2001-2002, când juca la SCM Bacău, marcând 17 goluri.
- Meciuri jucate în Divizia A: 167 meciuri - 51 goluri.
- Golgeter al Diviziei A: 2002.